# MotionSports
MotionSports est un jeu vidéo développé par Ubisoft Barcelona et édité par Ubisoft. Il est sorti le 8 novembre 2010 et fait partie des jeux compatibles avec Kinect lors du lancement du périphérique. Il s'agit d'une compilation de plusieurs sports (football américain, boxe, ski...).

## Système de jeu
Le jeu est composé de 6 sports différents (ski, boxe, football, football américain, deltaplane et l'équitation). Tous ces sports se jouent avec le capteur Kinect. Il faut collectionner les médailles d'or pour débloquer certaines épreuves ou autres contenus. Les contrôles durant les 6 sports sont très différents :
- Le football est une épreuve où l'on doit viser avec son pied, l'endroit où l'on veut mettre le ballon dans les cages.
- En revanche, il y a plus de mouvements dans le football américain car même si le footballeur court automatiquement, le joueur doit esquiver les adversaires en se déplaçant littéralement et il peut également dégager la balle en touche en donnant un coup de pied.
- Le ski est un sport où le joueur doit se pencher pour pouvoir tourner dans les virages.
- Le gameplay de la boxe est assez simple car il suffit de donner des coups de poing pour frapper son adversaire. Il existe différents coups en fonction de la façon dont on réalise les coups.
- Lors des épreuves de deltaplane, le joueur doit pencher les bras sur les côtés pour virer, on gagne de la vitesse en s'abaissant vers le sol.
- L'équitation consiste à prendre le contrôle de son cheval en gérant sa vitesse, sa direction ou encore ses gestes.

## Accueil
Ce titre reçut des critiques assez négatives qui dénonçaient le manque de contenu dans le jeu ainsi que l'imprécision et la latence du gameplay dans l'ensemble des activités proposées.